# Marcos Vales
Marcos Vales, né le 5 avril 1975 à La Corogne en Espagne, est un footballeur international espagnol qui occupe le poste de milieu de terrain. Il effectue sa carrière professionnelle dans plusieurs clubs espagnols lors des années 1990 et 2000. Il obtient également une sélection en équipe nationale en 1998.

## Biographie
Né à La Corogne en Galice, Marcos Vales Illanes commence sa carrière de footballeur dans le club de sa ville natale, le Deportivo La Corogne. Alors que se construit une équipe surnommée Super Depor, il est utilisé avec parcimonie durant deux saisons avec le club galicien et le quitte en 1994. N'étant lié au Deportivo que par un contrat amateur, il s'engage avec le Sporting Gijón. Le président du Deportivo, Augusto César Lendoiro, s'engage dans une bataille judiciaire pour contester ce départ. La justice espagnole donne raison à Marcos Vales.
Au sein du Sporting Gijón, Marcos Vales n'a pas la confiance de ses entraîneurs Mariano García Remón puis Ricardo Rezza. Benito Floro qui est son entraîneur en 1996-1997 le fait davantage jouer. Après trois saisons avec le Sporting, Vales signe un contrat avec le Real Saragosse. En mai 1998, Marcos Vales est sélectionné pour disputer le championnat d'Europe espoirs. Il est le capitaine de l'équipe espagnole qui remporte le titre. Le 14 octobre 1998, il obtient avec la Roja sa première et unique sélection en remplaçant Raúl à la 89e minute du match Israël-Espagne, une rencontre de qualification pour l'Euro 2000 remportée par les Espagnols à Tel Aviv deux buts à un.
À l'été 2002, alors que le Real Saragosse est relégué en Segunda División, Vales rejoint le Séville FC et reste ainsi dans l'élite du football espagnol avec un contrat portant sur trois saisons. Lors de sa première saison, il est régulièrement titulaire et se distingue notamment en inscrivant le seul but du derby contre le Real Betis le 2 mars 2003. Sa saison 2003-2004 est perturbée par une blessure au pied gauche. Celle-ci l'amène à être indisponible à partir de décembre 2003 puis à subir une intervention chirurgicale en mars 2004 avec derrière deux mois de convalescence. Sollicité par le club galicien du Racing Club de Ferrol, Vales choisit de rejoindre le RCD Majorque entraîné par Benito Floro en juillet 2004 et dispose d'un contrat sur une saison. Atteint en octobre d'une métatarsalgie au pied gauche, il voit ensuite son club changer d'entraîneur, Héctor Cúper remplaçant Floro. D'un commun accord Vales et le club majorquin résilient le contrat du joueur. Vales arrête alors sa carrière qui comporte notamment 228 matchs de Primera División pour 18 buts inscrits.
Une fois sa carrière sportive terminée, Vales devient avocat fiscaliste et exerce dans un cabinet de La Corogne.

## Palmarès
En sélection, Marcos Vales remporte en 1998 le championnat d'Europe espoirs.

## Statistiques
Le tableau ci-dessous résume les statistiques en match officiel de Marcos Vales durant sa carrière de joueur professionnel,.
| Saison                | Club                  | Championnat           | Championnat | Championnat | Coupe(s) nationale(s) | Coupe(s) nationale(s) | Compétition(s) continentale(s) | Compétition(s) continentale(s) | Compétition(s) continentale(s) | Sélection       | Sélection | Sélection | Total | Total |
| Saison                | Club                  | Division              | M.          | B.          | M.                    | B.                    | Comp.                          | M.                             | B.                             | Équipe          | M.        | B.        | M.    | B.    |
| 1992-1993             | Deportivo La Corogne  | Primera División      | 8           | 1           | -                     | -                     | -                              | -                              | -                              | -               | -         | -         | 8     | 1     |
| 1993-1994             | Deportivo La Corogne  | Primera División      | 11          | 0           | 1                     | 0                     | C3                             | 4                              | 0                              | Espagne espoirs | 1         | 0         | 17    | 0     |
| Sous-total            | Sous-total            | Sous-total            | 19          | 1           | 1                     | 0                     | -                              | 4                              | 0                              | -               | 1         | 0         | 25    | 1     |
| 1994-1995             | Sporting Gijón        | Primera División      | 14          | 2           | 3                     | 1                     | -                              | -                              | -                              | Espagne espoirs | 4         | 0         | 21    | 3     |
| 1995-1996             | Sporting Gijón        | Primera División      | 9           | 0           | 4                     | 0                     | -                              | -                              | -                              | -               | -         | -         | 13    | 0     |
| 1996-1997             | Sporting Gijón        | Primera División      | 37          | 1           | 4                     | 0                     | -                              | -                              | -                              | Espagne espoirs | 4         | 0         | 45    | 1     |
| Sous-total            | Sous-total            | Sous-total            | 60          | 3           | 11                    | 1                     | -                              | -                              | -                              | -               | 8         | 0         | 79    | 4     |
| 1997-1998             | Real Saragosse        | Primera División      | 23          | 0           | 5                     | 1                     | -                              | -                              | -                              | Espagne espoirs | 6         | 1         | 34    | 2     |
| 1998-1999             | Real Saragosse        | Primera División      | 34          | 6           | 2                     | 0                     | -                              | -                              | -                              | Espagne         | 1         | 0         | 37    | 6     |
| 1999-2000             | Real Saragosse        | Primera División      | 24          | 3           | 4                     | 0                     | -                              | -                              | -                              | -               | -         | -         | 28    | 3     |
| 2000-2001             | Real Saragosse        | Primera División      | 6           | 0           | -                     | -                     | C3                             | 2                              | 0                              | -               | -         | -         | 8     | 0     |
| 2001-2002             | Real Saragosse        | Primera División      | 16          | 2           | -                     | -                     | C3                             | 1                              | 0                              | -               | -         | -         | 17    | 2     |
| Sous-total            | Sous-total            | Sous-total            | 103         | 11          | 11                    | 1                     | -                              | 3                              | 0                              | -               | 7         | 1         | 124   | 13    |
| 2002-2003             | Séville FC            | Primera División      | 31          | 3           | 6                     | 0                     | -                              | -                              | -                              | -               | -         | -         | 37    | 3     |
| 2003-2004             | Séville FC            | Primera División      | 9           | 0           | 1                     | 0                     | -                              | -                              | -                              | -               | -         | -         | 10    | 0     |
| Sous-total            | Sous-total            | Sous-total            | 40          | 3           | 7                     | 0                     | -                              | -                              | -                              | -               | -         | -         | 47    | 3     |
| 2004-2005             | RCD Majorque          | Primera División      | 6           | 0           | -                     | -                     | -                              | -                              | -                              | -               | -         | -         | 6     | 0     |
| Total sur la carrière | Total sur la carrière | Total sur la carrière | 228         | 18          | 30                    | 2                     | -                              | 7                              | 0                              | -               | 16        | 1         | 281   | 21    |